# Slovenská reč
Slovenská reč („mowa słowacka”) – słowackie czasopismo naukowe. Jest to najstarsze słowackie czasopismo językoznawcze (zaczęło wychodzić w 1932/33) i podstawowe czasopismo poświęcone językowi słowackiemu. Zajmuje się badaniem języka współczesnego (w zakresie morfologii, słowotwórstwa, składni i ortografii), a także problematyką rozwoju języka, onomastyki, dialektologii i frazeologii. Na łamach czasopisma publikuje się również dyskusje naukowe oraz informacje o wydarzeniach językoznawczych.